# Rauli Pudas
Rauli Pudas (né le 13 septembre 1954 à Alavieska) est un athlète finlandais spécialiste du saut à la perche. Affilié à l'Alavieskan Viri, il mesure 1,80 m pour 73 kg.

## Biographie

### Palmarès
| Date | Compétition                    | Lieu     | Résultat | Performance |
| ---- | ------------------------------ | -------- | -------- | ----------- |
| 1978 | Championnats d'Europe en salle | Rome     | 11e      | 5,00 m      |
| 1978 | Championnats d'Europe          | Prague   | 3e       | 5,45 m      |
| 1979 | Championnats d'Europe en salle | Vienne   | 9e       | 5,20 m      |
| 1980 | Jeux olympiques d'été          | Moscou   | 12e      | 5,25 m      |
| 1981 | Championnats d'Europe en salle | Grenoble | 12e      | 5,35 m      |

### Records
| Épreuve          | Performance | Lieu  | Date         |
| ---------------- | ----------- | ----- | ------------ |
| Saut à la perche | 5,60 m      | Raahe | Juillet 1980 |